# ادنا عیسائیان
تینا ادنا عیسائیان (به ارمنی: էդնա Եսայան) Edna EISSAIANJANGI بازیکن بسکتبال ارمنی‌تبار اهل ایران است. وی عضو و کاپیتان تیم ملی بسکتبال زنان ایران می‌باشد.
وی سابقه بازی در باشگاه بسکتبال آرارات تهران را نیز دارد. وی در سال ۱۳۹۱ به همراه تیم دانشگاه آزاد قهرمان یازدهمین دوره لیگ برتر بسکتبال ایران شد. در سال ۱۳۸۹ نیز به همراه تیم آرارات تهران در قهرمان نهمین دوره لیگ بسکتبال شد و در همین دوره به عنوان امتیازآورترین بازیکن لیگ شناخته شد.

## افتخارات
در سطح باشگاهی
- قهرمانی لیگ ۱۳۹۳ همراه با آرارات[۴]
- نایب قهرمانی لیگ ۱۳۹۲ همراه با آرارات[۵][۶]
- بهترین ریباندر (مسابقات بسکتبال قهرمانی غرب آسیا و)[۷]